# Alexandra Klineman
Alexandra Rose „Alix“ Klineman (* 30. Dezember 1989 in Manhattan Beach, Kalifornien) ist eine US-amerikanische Volleyball- und Beachvolleyballspielerin. Mit April Ross gewann sie 2021 bei den Olympischen Spielen in Tokio die Goldmedaille im Beachvolleyball.

## Karriere Halle

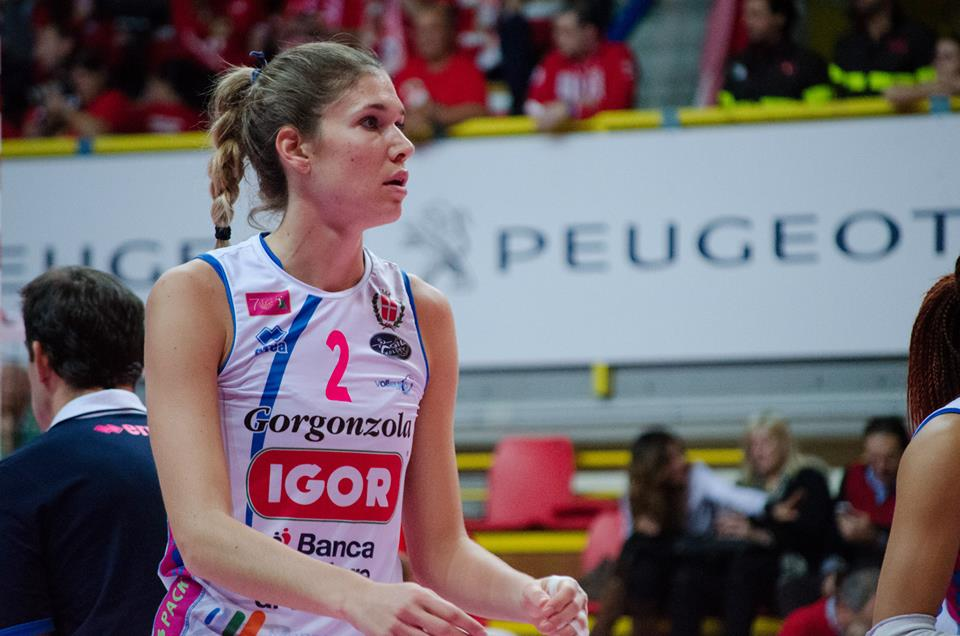
2014 bei Igor Gorgonzola Novara

Klineman spielte von 2007 bis 2010 Volleyball an der Stanford University. Seit 2008 war sie auch Mitglied der US-amerikanischen Nationalmannschaft, mit der sie bei den Panamerikanischen Spielen 2011 die Bronzemedaille gewann. Anschließend spielte die Außenangreiferin in der italienischen „Serie A1“ bei Scavolini Pesaro und bei MC-Carnaghi Villa Cortese. 2013 wurde Klineman wegen eines Dopingvergehens für dreizehn Monate gesperrt. 2015 gewann sie mit Igor Gorgonzola Novara den italienischen Pokal. Anschließend war Klineman zwei Jahre in Brasilien bei Praia Clube Uberlândia aktiv.

## Karriere Beach
2017 wechselte Klineman zum Beachvolleyball und startete zunächst an der Seite von Jace Pardon und Lane Carico auf der US-amerikanischen AVP Tour. Seit 2018 startete sie mit April Ross auf der FIVB World Tour und gewann gleich ihr erstes Turnier in Den Haag. Nach weiteren Siegen auf der World Tour 2018/19 in Yangzhou und in Itapema wurden Ross/Klineman in Hamburg Vizeweltmeisterinnen. Eine Woche später kletterten sie nach dem Sieg beim 5-Sterne-Turnier in Gstaad in der Weltrangliste zwischenzeitlich auf Platz eins.
Beim  4-Sterne-Turnier 2021 in Doha gewannen Ross/Klineman im Finale gegen die Kanadierinnen Humana-Paredes/Pavan. Im selben Jahr gewann das Duo bei den Olympischen Spielen in Tokio die Goldmedaille. Beim World Tour Finale in Cagliari erreichten Ross/Klineman Platz drei.
Nach einer Schulteroperation im Januar 2022 muss Klinemann für unbestimmte Zeit pausieren. Nach Gesundung und Geburt ihres Kindes stand die Athletin am 27. September 2023 beim Elite 16 in Paris wieder auf dem Beachfeld, scheiterte jedoch mit ihrer neuen Partnerin Hailey Harward in der ersten Qualifikationsrunde. Für die im gleichen Jahr in Mexiko stattfindenden Weltmeisterschaften erhielt das Duo eine Wildcard. Hier schieden sie trotz eines Sieges über die Deutschen Cinja Tillmann / Svenja Müller nach der Vorrunde aus.

## Auszeichnungen

### Halle
- 2005: Topscorer U19 WM
- 2008: Beste Annahme NCAA
- 2009: Beste Annahme NCAA
- 2011: Wertvollste Spielerin NCAA – Pac-12 Conference
- 2016: Topscorer Brasilianische Superliga
- 2017: Beste Außenangreiferin Südamerikanische Clubmeisterschaften

### Beach
- 2017: AVP Neuling des Jahres
- 2019: AVP beste Blockspielerin und Team des Jahres (mit April Ross)
- 2019: Beachvolleyballspielerin des Jahres bei USA Volleyball

## Privates
Die Sportlerin hat eine Schwester namens Maddy. Ihr Bruder Max spielte Volleyball an der University of California, Santa Barbara. Klineman ist liiert mit dem ehemaligen NHL-Spieler Teddy Purcell. Ihr erster gemeinsamer Sohn Theodore Gray Purcell wurde am 9. Juni 2023 geboren.